# Leo van Vliet
Leonardus Quirinus Machutus („Leo“) van Vliet (* 15. November 1955 in Honselersdijk, Westland (Gemeinde)) ist ein ehemaliger niederländischer Radrennfahrer. Er war zwischen 1978 und 1986 als Berufssportler aktiv.

## Karriere
Van Vliet gewann 1976 eine Etappe und die Gesamtwertung der Olympia’s Tour, wurde Zweiter bei der Volta Limburg Classic und Dritter bei der Tour de Bretagne Cycliste und der Nordholland-Rundfahrt. Bei den Olympischen Spielen in Montreal belegte er den 40. Platz im olympischen Straßenrennen. 1977 gewann Van Vliet den Omloop der Kempen, die Ronde van Limburg in den Niederlanden und wurde Dritter beim Omloop van de Braakman. 1978 wurde Van Vliet Profi beim Team Miko-Mercier und wurde Zweiter beim Étoile de Bessèges und Achter beim Amstel Gold Race. 1979 wechselte er in das Team TI-Raleigh von Peter Post. Hier konnte Van Vliet seine größte Erfolge feiern und anderem Etappensiege bei der Tour de France. Das Team dominierte die Mannschaftszeitfahren der Tour de France in den Jahren 1979 bis 1982. Außer 1981, wo Van Vliet verletzungsbedingt fehlte, war er in dieser Zeit immer Teil des Tour-Teams. 1980 gewann er den Grote Prijs Stad Vilvoorde. 1983 hatte er seine erfolgreichste Saison. 1984 wechselte er in das neue Team Kwantum Hallen-Yoko von Jan Raas. 1984 erzielte er einen zweiten Platz bei der Ronde van Limburg und einen dritten Platz beim E3-Prijs Harelbeke. 1985 wurde er Zweiter bei Veenendaal–Veenendaal und beim Grand Prix de Fourmies. Nach der Saison 1986 beendete er seine sportliche Karriere.
Seit 1995 ist Van Vliet Renndirektor des Amstel Gold Race. Von 2002 bis 2014 war er Organisator des Rennens Amstel Curaçao Race auf Curaçao. Ab 2009 bis 2012 war er außerdem Nationaltrainer der niederländischen Mannschaft.

## Erfolge
1978
- eine Etappe Étoile de Bessèges
- eine Etappe Niederlande-Rundfahrt

1979
- eine Etappe Paris-Nizza
- Grand Prix de Wallonie
- eine Etappe Critérium du Dauphiné
- eine Etappe Luxemburg-Rundfahrt
- eine Etappe und Mannschaftszeitfahren Tour de France
- Mannschaftszeitfahren Niederlande-Rundfahrt

1980
- Grand Prix d’Ouverture La Marseillaise
- Grand Prix de la ville de Vilvorde
- Mannschaftszeitfahren Belgien-Rundfahrt
- eine Etappe Luxemburg-Rundfahrt
- zwei Mannschaftszeitfahren Tour de France
- eine Etappe Niederlande-Rundfahrt

1982
- eine Etappe Étoile de Bessèges
- eine Etappe Mittelmeer-Rundfahrt
- Mannschaftszeitfahren Tour de France
- Mannschaftszeitfahren Niederlande-Rundfahrt

1983
- Gent–Wevelgem
- Gesamtwertung 4 Jours de Dunkerque
- Niederländischer Meister – Punktefahren
- zwei Etappen Mittelmeer-Rundfahrt

1984
- eine Etappe Settimana Internazionale Coppi e Bartali
- eine Etappe Route d’Occitanie
- eine Etappe Tour de l’Aude

1985
- eine Etappe Irland-Rundfahrt
- eine Etappe Grand Prix Midi Libre

## Grand-Tour-Platzierungen
| Grand Tour         | 1978 | 1979 | 1980 | 1981 | 1982 | 1983 | 1984 | 1985 | 1986 |
| ------------------ | ---- | ---- | ---- | ---- | ---- | ---- | ---- | ---- | ---- |
| Tour de FranceTour | –    | DNF  | 51   | –    | 52   | DNF  | 75   | 79   | –    |

## Monumente-des-Radsports-Platzierungen
| Monument           | 1978 | 1979 | 1980 | 1981 | 1982 | 1983 | 1984 | 1985 | 1986 |
| ------------------ | ---- | ---- | ---- | ---- | ---- | ---- | ---- | ---- | ---- |
| Mailand–Sanremo    | 26   | 95   | 46   | –    | 9    | –    | 52   | –    | –    |
| Flandern-Rundfahrt | 38   | –    | –    | –    | –    | 18   | 35   | –    | –    |